# Szczebrzeszyn
Szczebrzeszyn es una ciudad de Polonia, voivodato de Lublin y del distrito de Zamojski. Tiene una área de 29,12 km², con 5 283 habitantes, según censo 2007, con una densidad de 181 hab/km². Es famosa por el poema-trabalenguas "Chrząszcz" que la menciona.